# Isachne villosa
Isachne villosa är en gräsart som först beskrevs av Albert Spear Hitchcock, och fick sitt nu gällande namn av John Raymond Reeder. Isachne villosa ingår i släktet Isachne och familjen gräs. Inga underarter finns listade i Catalogue of Life.